# Wrightia dolichocarpa
Wrightia dolichocarpa är en oleanderväxtart som beskrevs av K.N. Bahadur och S.S.R. Bennet. Wrightia dolichocarpa ingår i släktet Wrightia och familjen oleanderväxter. Inga underarter finns listade i Catalogue of Life.